# Samuel T. Day
Samuel T. Day, född omkring 1828 i Hanover County i Virginia, död 26 december 1877 i Caldwell County i Texas, var en amerikansk politiker (republikan), plantageägare och läkare. Han var Floridas viceguvernör 1871–1873.
Day efterträdde 1871 Edmund C. Weeks som viceguvernör och efterträddes 1873 av Marcellus Stearns